# Amenemhet VI
Amenemhet VI fou un faraó de la dinastia XIII.
El seu nom Horus fou Hr shr tA.wj (Horus, el que fa contentes les dues terres); el seu nebti fou nb.tj sxm xa.w (les dues senyores, poderós en l'aparició); el seu nom d'or fou bik nbw HqA mAa.t (el facó daurat, el que governa l'ordre còsmic); el seu nom de regne fou Sankhibre ("El que fa viura el cor de Ra") i el seu nom personal Ameni Antef Amenemhet.